# John L. Adams
John L. Adams (4 de diciembre de 1973) es un actor, comediante y director estadounidense. Es más notable por su papel de Bruce Lewis en The Dead Zone de Stephen King.

## Biografía
Adams nació el 4 de diciembre de 1973 en Winston-Salem, Carolina del Norte. Asistió a la Universidad Estatal de Winston-Salem antes de viajar a California para seguir una carrera de comediante.  Continuó haciendo principalmente comedia hasta que firmó un contrato con NBC en 2000 para aparecer en Just Deal como el Sr. Peña. De 2002 a 2007, interpretó a Bruce Lewis en The Dead Zone con Anthony Michael Hall. 

## Filmografía
| Año       | Título                         | Role            | Notas                |
| --------- | ------------------------------ | --------------- | -------------------- |
| 2000      | Just Deal                      | Mr. Peña        | 10 episodios         |
| 2000      | Pacific Blue                   |                 | 1 episodio           |
| 2001-2002 | Girlfriends                    | Vosco           | 7 episodios          |
| 2002      | NYPD Blue                      | Shawn Tomlinson | 1 episodio           |
| 2002-2007 | The Dead Zone                  | Bruce Lewis     | Personaje recurrente |
| 2004      | CSI: Crime Scene Investigation | Manny           | 1 episodio           |
| 2006      | NCIS                           | Seth Patterson  | 1 episodio           |
| 2023      | Wolf Pack                      | David Lang      | 5 episodios          |